# جانا تيشا
جانا تيشا (بالتشيكية: Jana Tichá)‏ (و. 1965 – م) هي عالمة فلك، وعالمة اقتصاد من التشيك. ولدت في التشيك.